# Station Przykopka
Station Przykopka was een spoorwegstation in de Poolse plaats Przykopka. In 1999 is het treinverkeer gestaakt.